# Adolf Jabłoński
Adolf Jabłoński, pseud. Jasieńczyk (ur. 7 czerwca 1824 w Krasocinie, zm. 2 maja 1887 w Bóbrce) – major w powstaniu styczniowym, naczelnik wojenny powiatu łęczyckiego, zesłaniec, pamiętnikarz, działacz patriotycznych organizacji krośnieńskich, współpracownik Ignacego Łukasiewicza w górnictwie naftowym, dyrektor kopalni ropy,  farmaceuta.

## Życiorys
W 1847 roku został aresztowany i zesłany na Syberię. Do Warszawy powrócił w 1860 roku.  
Wraz z synem współwłaściciela kopalni ropy w Bóbrce Karola Klobassy – Wiktorem, wysłany został w 1872 r. do Stanów Zjednoczonych. Jabłoński zapoznał się tam   z przemysłem naftowym  i studiował na Uniwersytecie Virginia geologię, górnictwo, fizykę i chemię.  W 1874  wrócił do kraju, przywiózł ze sobą nowe  narzędzia wiertnicze, które unowocześnił. Doskonalił również zamykanie wód, stosując skonstruowany przez siebie dzwon Jabłońskiego.  
Łukasiewicz przekazał mu techniczne kierownictwo kopalni, zachowując stanowisko dyrektora. Osiadł w Chorkówce. Przyjaciel Józefa Ignacego Kraszewskiego, autor pamiętnika  Dziesięć lat niewoli moskiewskiej (1867). Po śmierci Łukasiewicza, Jabłoński w  styczniu 1882  został   dyrektorem  kopalni ropy w Bóbrce. W 1885 r. [na okł. data 1884] wydał książkę Kopalnictwo naftowe, w której opisał metody górnicze od kopania studni, poprzez wszystkie znane wówczas metody wiercenia. Opublikował opisy konstrukcji urządzeń i narzędzi wiertniczych.
Po śmierci Adolfa Jabłońskiego w 1887 zarząd i kierownictwo kopalni Bóbrka objął inż. Zenon Suszycki.
Pseudonim A. Jabłońskiego pochodzi od herbu, jakim pieczętował się jego ród.